# ياكوب فـان دن بيلت
ياكوب فـان دن بيلت (بالهولندية: Jacob van den Belt)‏ هو لاعب كرة قدم هولندي في مركز حراسة المرمى، ولد في 30 سبتمبر 1981 في روتردام في هولندا. لعب مع VV Oude Maas ‏.